# Papa Sergio II
Sergio II (Roma, 790 circa – Roma, 27 gennaio 847) è stato il 102º papa della Chiesa cattolica dal gennaio 844 fino alla sua morte.

## Biografia

### Origini e carriera ecclesiastica
Romano e nobile di nascita, il futuro Sergio II nacque intorno al 790. Parente stretto di papa Stefano IV, che lo aveva nominato suddiacono, Sergio percorse la carriera ecclesiastica di allora fino a divenire arciprete di San Silvestro.

### Pontificato

#### L'elezione contrastata
Il giorno stesso della morte del suo predecessore Gregorio IV, Sergio fu eletto per acclamazione da clero e nobiltà romana. Contemporaneamente, una fazione del popolo scelse di contrapporgli l'arcidiacono Giovanni, che con un atto di forza occupò il Palazzo del Laterano e s'insediò sul trono pontificio. Le milizie inviate dai nobili che sostenevano Sergio riuscirono a fermare gli oppositori, e Giovanni venne arrestato e condannato a morte, pena che il nuovo papa convertì in esilio.

#### Rapporti con l'Impero
A causa di questi avvenimenti, Sergio venne consacrato in tutta fretta, senza attendere il consenso dell'Imperatore Lotario I il quale, invece, se ne risentì come per un oltraggio personale, e inviò a Roma suo figlio Ludovico II, recentemente associato al titolo regale italico, alla testa di un'armata, per punire la violazione della Constitutio romana dell'826.
Sergio fu molto preoccupato dell'avanzata del giovane Ludovico, che peraltro si faceva accompagnare da un folto stuolo di nobili e prelati, tra cui l'arcivescovo Drogone di Metz, figlio di Carlo Magno; era necessario giungere a un accordo pacifico che evitasse una catastrofe diplomatica. Il papa agì con buon senso e mandò incontro al re una scorta composta da nobili e alti prelati, ma di contro gli chiese di non entrare in città con l'esercito. Ludovico rispose con altrettanto buon senso e, trovando la richiesta ragionevole, fece accampare le truppe probabilmente nella zona dei "Prati neroniani" (l'attuale Rione Prati). Sergio poi lo accolse sul sagrato di San Pietro, ma non lo fece entrare nella basilica prima che il re gli avesse assicurato che era venuto in pace e per il bene dello Stato della Chiesa: un modo implicito per riconoscere la sovranità del papa sui beni ecclesiastici.
Per prima cosa venne ribadito l'obbligo del rispetto della Constitutio romana per quanto riguardava la necessità dell'approvazione imperiale prima della consacrazione di un papa. Il 15 giugno 845 Sergio unse e incoronò Ludovico Regnum Italicum, ma si rifiutò comunque (lui e i maggiorenti di Roma) di prestargli giuramento di fedeltà, adducendo a motivazione il fatto che il giuramento andava prestato solo al signore supremo, l'imperatore Lotario, e non anche al re d'Italia: era di nuovo un modo per ribadire che il re d'Italia non aveva comunque sovranità sulla città di Roma. Ludovico reagì imponendo al pontefice di accettare la nomina dello zio Drogone di Metz come vicario apostolico in Gallia e Germania, richiesta a cui Sergio acconsentì prontamente, anche per evitare ulteriori motivi di attrito.

#### Il saccheggio dei Saraceni
Già stanziati in Sicilia e in Puglia, nell'845 i Saraceni si erano impadroniti della cittadina di Castelvolturno, a nord di Napoli, da dove facevano regolari scorrerie nell'entroterra e sulle coste laziali. Nella notte tra il 24 e il 25 agosto dell'846 attaccarono Porto e il presidio di Ostia Nuova, «o forse», ipotizza il Gregorovius, «dopo averlo semplicemente sorpassato ritenendolo indegno di attenzione», risalirono con una flottiglia armata di 75 navi il corso del Tevere e arrivarono al Porto di Ripa Grande, presso Porta Portese. La città era difesa dalle Mura Aureliane, e probabilmente i Romani opposero una certa resistenza che indusse i Saraceni a ignorare il centro abitato e ad accontentarsi del saccheggio della ricchissima basilica di San Pietro che si trovava fuori le mura, profanando la tomba del primo apostolo. Le comunità longobarde, franche e sassoni che risiedevano nella zona del Vaticano provarono a resistere, ma furono facilmente sopraffatte, e i Saraceni si abbandonarono al saccheggio della basilica. «Da Costantino in poi i principi e gli imperatori d'Occidente, i Carolingi e gli stessi pontefici avevano offerto alla chiesa tali e tanti doni votivi, che essa poteva essere considerata … il museo più ricco d'Europa, almeno per quanto concerneva le opere d'arte prodotte nell'arco degli ultimi cinque secoli.». Profanarono e devastarono la cripta dell'Apostolo, asportando e distruggendo parti del sarcofago di bronzo e inferendo dunque all'intera cristianità un colpo durissimo per ciò che per essa quel luogo rappresentava. Poi passarono all'abbazia benedettina e alla basilica di San Paolo fuori le mura, adiacente all'ansa del Tevere e più vicina alle loro navi, dove le profanazioni e i saccheggi non furono inferiori.
Né Lotario, né Ludovico si mossero. Solo il duca di Spoleto Guido I accorse in difesa e, con l'aiuto delle milizie romane, sconfisse i saraceni a Civitavecchia, costringendoli alla fuga in mare. Una parte dei pirati fuggì via terra verso sud, devastando e saccheggiando, ma fu anch'essa intercettata e sconfitta presso Gaeta dalle forze di Guido e di Cesario, figlio del magister militum di Napoli, e una parte della refurtiva venne recuperata. L'inerzia dell'imperatore e di suo figlio si rivelò comunque un vantaggio per l'affermazione del potere temporale della Chiesa; il saccheggio del centro della cristianità suonò come un atto d'accusa contro il disinteresse imperiale, che si limitò ad organizzare una colletta in tutto l'impero per restaurare i danni subiti da Roma.

#### Gli ultimi anni e la morte
Anziano e malato, Sergio divenne succube del fratello Benedetto, persona senza scrupoli che lui stesso aveva nominato vescovo di Albano e che mise in atto gravissimi soprusi nei confronti degli abitanti della sua diocesi. A causa di Benedetto, il nepotismo e la simonia divennero le caratteristiche negative del pontificato di Sergio, che morì a Roma il 27 gennaio 847, «col cuore spezzato» per l'evento terribile che aveva colpito la sua città. Fu sepolto in San Pietro.

## Rappresentazioni nella cultura di massa
Papa Sergio II è interpretato da John Goodman nel film del 2009 La papessa.

### Fonti
- (LA) Chrétien Dehaisnes (a cura di), Annales Bertiniani, vol. 1, Parigi, Veuve Jules Renouard, 1871,  p. 64, OCLC 610396450. URL consultato il 16 agosto 2015.
- (LA) Rudolfi fuldensis annales, in Monumenta Germaniae Historica, vol. 1, Monumenta Germaniae Historica. URL consultato il 16 agosto 2015 (archiviato dall'url originale il 24 settembre 2015).

### Moderna
- Ilaria Bonaccorsi, Sergio II, collana Enciclopedia dei Papi, vol. 1, Roma, Istituto della Enciclopedia Italiana, 2000, SBN USS0002453. URL consultato il 16 agosto 2015.
- John N.D. Kelly, Gran Dizionario Illustrato dei Papi, Casale Monferrato, Edizioni Piemme S.p.A., 1989, ISBN 88-384-1326-6.
- Claudio Rendina, I Papi - storia e segreti, Roma, Newton&Compton editori, 2005, SBN PAL0279694.